# Чемпіонат Європи з водних видів спорту 1995
Чемпіонат Європи з водних видів спорту 1995, 22-й за ліком, тривав з 22 до 27 серпня 1995 року в тимчасовому басейні на Ернст-Гаппель-Штадіоні у Відні (Австрія). Він відбувся під егідою Європейської ліги плавання. Розіграно нагороди з плавання (на довгій воді), плавання на відкритій воді, стрибків у воду, синхронного плавання (жінки) і водного поло. Для Відня це вже був третій Чемпіонат після 1950 і 1974 років.

## Таблиця медалей
| Місце                | Країна               | Золото | Срібло | Бронза | Загалом |
| -------------------- | -------------------- | ------ | ------ | ------ | ------- |
| 1                    | Росія                | 17     | 2      | 4      | 23      |
| 2                    | Німеччина            | 13     | 13     | 11     | 37      |
| 3                    | Угорщина             | 3      | 7      | 1      | 11      |
| 4                    | Бельгія              | 3      | 1      | 2      | 6       |
| 5                    | Фінляндія            | 3      | 0      | 1      | 4       |
| 6                    | Данія                | 2      | 2      | 2      | 6       |
| 7                    | Італія               | 2      | 1      | 6      | 9       |
| 8                    | Ірландія             | 2      | 1      | 0      | 3       |
| 9                    | Швеція               | 1      | 5      | 2      | 8       |
| 10                   | Нідерланди           | 1      | 3      | 2      | 6       |
| 11                   | Франція              | 0      | 4      | 2      | 6       |
| 12                   | Україна              | 0      | 3      | 1      | 4       |
| 13                   | Велика Британія      | 0      | 2      | 5      | 7       |
| 14                   | Польща               | 0      | 2      | 3      | 5       |
| 15                   | Румунія              | 0      | 1      | 0      | 1       |
| 16                   | Норвегія             | 0      | 0      | 2      | 2       |
| 17                   | Іспанія              | 0      | 0      | 1      | 1       |
| 17                   | Білорусь             | 0      | 0      | 1      | 1       |
| 17                   | Греція               | 0      | 0      | 1      | 1       |
| 17                   | Чехія                | 0      | 0      | 1      | 1       |
| Загалом (20 збірних) | Загалом (20 збірних) | 47     | 47     | 48     | 142     |

## Плавання

### Чоловіки
| Дисципліна                           | Золото                                                                   | Золото     | Срібло                                                                      | Срібло   | Бронза                                                                           | Бронза   |
| ------------------------------------ | ------------------------------------------------------------------------ | ---------- | --------------------------------------------------------------------------- | -------- | -------------------------------------------------------------------------------- | -------- |
| 50 м вільним стилем                  | Олександр Попов Росія                                                    | 22.25      | Крістоф Кальфаян Франція                                                    | 22.63    | Торстен Спаннеберґ Німеччина                                                     | 22.66    |
| 100 м вільним стилем                 | Олександр Попов Росія                                                    | 49.10      | Торстен Спаннеберґ Німеччина                                                | 49.67    | Б'єрн Цікарскі Німеччина                                                         | 50.23    |
| 200 м вільним стилем                 | Яні Сієвінен Фінляндія                                                   | 1:48.98    | Андерс Гольмертц Швеція                                                     | 1:49.12  | Антті Касвіо Фінляндія                                                           | 1:49.24  |
| 400 м вільним стилем                 | Штеффен Цеснер Німеччина                                                 | 3:50.35    | Пол Палмер Велика Британія                                                  | 3:50.43  | Андерс Гольмертц Швеція                                                          | 3:51.01  |
| 1500 м вільним стилем                | Єрґ Гоффманн Німеччина                                                   | 15:11.25   | Грем Сміт Велика Британія                                                   | 15:11.90 | Штеффен Цеснер Німеччина                                                         | 15:20.46 |
| 100 м на спині                       | Володимир Сельков Росія                                                  | 55.48      | Їрка Лецін Німеччина                                                        | 56.24    | Стефан Маен Бельгія                                                              | 56.32    |
| 200 м на спині                       | Володимир Сельков Росія                                                  | 1:58.48    | Ніколае Бутаку Румунія                                                      | 1:59.96  | Адам Раквуд Велика Британія                                                      | 2:00.16  |
| 100 м брасом                         | Фредерік Дебергґреве Бельгія                                             | 1:01.12    | Карой Гюттлер Угорщина                                                      | 1:01.38  | Андрій Корнєєв Росія                                                             | 1:01.79  |
| 200 м брасом                         | Андрій Корнєєв Росія                                                     | 2:12.62    | Карой Гюттлер Угорщина                                                      | 2:12.95  | Фредерік Дебергґреве Бельгія                                                     | 2:14.01  |
| 100 м батерфляєм                     | Денис Панкратов Росія                                                    | 52.32 WR   | Денис Силантьєв Україна                                                     | 53.37    | Рафал Шукала Польща                                                              | 53.45    |
| 200 м батерфляєм                     | Денис Панкратов Росія                                                    | 1:56.34    | Конрад Галка Польща                                                         | 1:59.50  | Кріс-Кароль Бремер Німеччина                                                     | 1:59.96  |
| 200 м комплексом                     | Яні Сієвінен Фінляндія                                                   | 1:58.61    | Аттіла Цене Угорщина                                                        | 2:00.88  | Хрістіан Келлер Німеччина                                                        | 2:02.24  |
| 400 м комплексом                     | Яні Сієвінен Фінляндія                                                   | 4:14.75    | Марцін Малинський Польща                                                    | 4:18.32  | Лука Саккі Італія                                                                | 4:18.82  |
| естафета 4x100 метрів вільним стилем | Росія Володимир Предкін Роман Щоголєв Роман Єгоров Олександр Попов       | 3:18.84    | Німеччина Хрістіан Треґер Хрістіан Келлер Торстен Спаннеберґ Б'єрн Цікарскі | 3:19.76  | Швеція Ларс Фреландер Крістер Валлін Фредрік Лецлер Андерс Гольмертц             | 3:21.07  |
| естафета 4x200 метрів вільним стилем | Німеччина Хрістіан Келлер Олівер Лампе Торстен Спаннеберґ Штеффен Цеснер | 7:18.22    | Швеція Крістер Валлін Андерс Гольмертц Ларс Фреландер Кріс Еліассон         | 7:19.95  | Італія Массіміліано Росоліно П'єр Марія Січіліано Емануеле Мерізі Емануеле Ідіні | 7:20.96  |
| естафета 4x100 метрів комплексом     | Росія Володимир Сельков Андрій Корнєєв Денис Панкратов Олександр Попов   | 3:38.11 ER | Угорщина Тамаш Дойч Карой Гюттлер Петер Хорват Аттіла Цене                  | 3:40.88  | Німеччина Тіно Вебер Марк Варнеке Фабіан Гієронімус Б'єрн Цікарскі               | 3:41.55  |

### Жінки
| Дисципліна                           | Золото                                                                       | Золото  | Срібло                                                                | Срібло  | Бронза                                                              | Бронза  |
| ------------------------------------ | ---------------------------------------------------------------------------- | ------- | --------------------------------------------------------------------- | ------- | ------------------------------------------------------------------- | ------- |
| 50 м вільним стилем                  | Лінда Олофссон Швеція                                                        | 25.76   | Францишка ван Альмсік Німеччина                                       | 25.80   | Анґела Постма Нідерланди                                            | 25.86   |
| 100 м вільним стилем                 | Францишка ван Альмсік Німеччина                                              | 55.34   | Метте Якобсен Данія                                                   | 56.02   | Карен Пікерінґ Велика Британія                                      | 56.05   |
| 200 м вільним стилем                 | Керстін Кільґас Німеччина                                                    | 2:00.56 | Малін Нільссон Швеція                                                 | 2:01.35 | Метте Якобсен Данія Карен Пікерінґ Велика Британія                  | 2:01.52 |
| 400 м вільним стилем                 | Францишка ван Альмсік Німеччина                                              | 4:08.37 | Карла Ґертс Нідерланди                                                | 4:10.73 | Ірене Далбю Норвегія                                                | 4:13.44 |
| 800 м вільним стилем                 | Юлія Юнґ Німеччина                                                           | 8:36.08 | Яна Генке Німеччина                                                   | 8:36.68 | Ірене Далбю Норвегія                                                | 8:38.82 |
| 100 м на спині                       | Метте Якобсен Данія                                                          | 1:02.46 | Кетлін Рунд Німеччина                                                 | 1:02.91 | Ніна Живаневська Росія                                              | 1:03.06 |
| 200 м на спині                       | Крістіна Егерсегі Угорщина                                                   | 2:07.24 | Даґмар Газе Німеччина                                                 | 2:10.60 | Кетлін Рунд Німеччина                                               | 2:10.96 |
| 100 м брасом                         | Бріжитт Бекю Бельгія                                                         | 1:09.30 | Світлана Бондаренко Україна                                           | 1:09.73 | Агнеш Ковач Угорщина                                                | 1:10.77 |
| 200 м брасом                         | Бріжитт Бекю Бельгія                                                         | 2:27.60 | Світлана Бондаренко Україна                                           | 2:30.50 | Аліція Пенчак Польща                                                | 2:30.59 |
| 100 м батерфляєм                     | Метте Якобсен Данія                                                          | 1:00.64 | Іларія Токкіні Італія                                                 | 1:01.13 | Сесіль Жансон Франція                                               | 1:01.15 |
| 200 м батерфляєм                     | Мішель Сміт Ірландія                                                         | 2:11.60 | Метте Якобсен Данія                                                   | 2:12.29 | Софія Скоу Данія                                                    | 2:13.31 |
| 200 м комплексом                     | Мішель Сміт Ірландія                                                         | 2:15.27 | Бріжитт Бекю Бельгія                                                  | 2:16.15 | Аліція Пенчак Польща                                                | 2:17.42 |
| 400 м комплексом                     | Крістіна Егерсегі Угорщина                                                   | 4:40.33 | Мішель Сміт Ірландія                                                  | 4:42.81 | Кетлін Рунд Німеччина                                               | 4:46.22 |
| естафета 4x100 метрів вільним стилем | Німеччина Францишка ван Альмсік Зімоне Озіґус Керстін Кільґас Даніела Гунґер | 3:43.22 | Швеція Луїза Єнке Луїзе Карлссон Лінда Олофссон Елленор Свенссон      | 3:45.21 | Велика Британія Сью Ролф Клер Гаддарт Алекс Беннетт Карен Пікерінґ  | 3:46.89 |
| естафета 4x200 метрів вільним стилем | Німеччина Даґмар Газе Юлія Юнґ Керстін Кільґас Францишка ван Альмсік         | 8:06.11 | Нідерланди Карла Ґертс Мінаухе Сміт Патрісія Стоккерс Кірстен Влігейс | 8:10.17 | Велика Британія Вікі Горнер Клер Гаддарт Катя Ґоддард Алекс Беннетт | 8:14.31 |
| естафета 4x100 метрів комплексом     | Німеччина Кетлін Рунд Яна Дерріс Юлія Войтович Францишка ван Альмсік         | 4:09.97 | Угорщина Крістіна Егерсегі Агнеш Ковач Едіт Клокер Дьйондьвер Лакош   | 4:12.00 | Іспанія Марія Тато Марія Олай Марія Пелаес Клаудія Франко           | 4:12.52 |

## Плавання на відкритій воді

### Чоловіки
| Дисципліна              | Золото                    | Золото    | Срібло                    | Срібло    | Бронза                 | Бронза    |
| ----------------------- | ------------------------- | --------- | ------------------------- | --------- | ---------------------- | --------- |
| 5 км на відкритій воді  | Олексій Акатьєв Росія     | 55:00,3   | Хрістоф Вандрач Німеччина | 56:06,8   | Самуеле Пампана Італія | 56:10,3   |
| 25 км на відкритій воді | Хрістоф Вандрач Німеччина | 5:11:36,3 | Олексій Акатьєв Росія     | 5:13:49,8 | Стефан Лекат Франція   | 5:14:46,4 |

### Жінки
| Дисципліна              | Золото                | Золото    | Срібло                   | Срібло    | Бронза                  | Бронза    |
| ----------------------- | --------------------- | --------- | ------------------------ | --------- | ----------------------- | --------- |
| 5 км на відкритій воді  | Ріта Ковач Угорщина   | 1:00:38,3 | Пеґґі Бюхзе Німеччина    | 1:00:50,8 | Валерія Каспріні Італія | 1:01:07,6 |
| 25 км на відкритій воді | Пеґґі Бюхзе Німеччина | 5:32:36,4 | Едіт ван Дейк Нідерланди | 5:36:05,5 | Іветта Главачова Чехія  | 5:38:08,3 |

## Стрибки у воду

### Чоловіки
| Дисципліна    | Золото                    | Золото | Срібло                  | Срібло | Бронза                  | Бронза |
| ------------- | ------------------------- | ------ | ----------------------- | ------ | ----------------------- | ------ |
| Трамплін, 1 м | Едвін Йонґеянс Нідерланди | 420.75 | Йоакім Андерссон Швеція | 387.60 | Боріс Ліцов Німеччина   | 379.26 |
| Трамплін, 3 м | Дмитро Саутін Росія       | 670.38 | Ян Гемпель Німеччина    | 634.05 | Роман Володьков Україна | 615.81 |
| Вишка, 10 м   | Володимир Тимошинін Росія | 673.83 | Ян Гемпель Німеччина    | 662.46 | Дмитро Саутін Росія     | 648.84 |

### Жінки
| Дисципліна    | Золото              | Золото | Срібло                   | Срібло | Бронза                      | Бронза |
| ------------- | ------------------- | ------ | ------------------------ | ------ | --------------------------- | ------ |
| Трамплін, 1 м | Віра Ільїна Росія   | 275.25 | Дерте Лінднер Німеччина  | 271.20 | Світлана Алексєєва Білорусь | 240.72 |
| Трамплін, 3 м | Віра Ільїна Росія   | 523.23 | Юлія Пахаліна Росія      | 520.20 | Клаудія Бокнер Німеччина    | 518.64 |
| Вишка, 10 м   | Уте Веціґ Німеччина | 444.24 | Конні Шмальфус Німеччина | 435.84 | Світлана Тимошиніна Росія   | 431.55 |

## Синхронне плавання
| Дисципліна | Золото | Золото | Срібло | Срібло | Бронза | Бронза |
| ---------- | --- | ------ | --- | ------ | --- | ------ |
| Solo       | Ольга Сєдакова Росія | 99.160 | Маріанн Ешбахер Франція                                                                                                | 97.520 | Хрістіна Талассініду Греція | 95.360 |
| Дует       | Олена Азарова Марія Кисельова Росія                                                                                                  | 98.880 | Маріанн Ешбахер Міріам Ліньйо Франція                                                                                  | 96.920 | Джованна Бурландо Мануела Карніні Італія                                                                                         | 96.040 |
| Команда    | Росія Олена Антонова Олена Азарова Ольга Бруснікіна Марія Кисельова Ганна Максимова Ольга Новокщонова Юлія Панкратова Ольга Сєдакова | 98.880 | Франція Маріанн Ешбахер Аньєс Берте Жулі Фабр Селін Левек Міріам Ліньйо Ізабель Манабль Шарлотт Массардьє Магалі Ратьє | 97.160 | Італія Джада Баллан Серена Б'янкі Джованна Бурландо Мара Брунетті Мануела Карніні Мауріція Чекконі Паола Челлі Роберта Фарінеллі | 95.480 |

## Водне поло

### Командна першість (чоловіки)
| Дисципліна        | Золото | Срібло   | Бронза    |
| ----------------- | ------ | -------- | --------- |
| Командна першість | Італія | Угорщина | Німеччина |

### Командна першість (жінки)
| Дисципліна        | Золото | Срібло   | Бронза     |
| ----------------- | ------ | -------- | ---------- |
| Командна першість | Італія | Угорщина | Нідерланди |